# Jan Willem Noteboom
Jan Willem Noteboom (Utrecht, 4 oktober 1893 – Hilversum, 21 juni 1974) was een Nederlands politicus van de ARP.
Hij werd geboren als zoon van Willem Jan Noteboom (1858-1932; bakker) en Levina van Splunder (1868-1910). Hij is aan de Universiteit van Amsterdam in 1920 gepromoveerd in de rechtswetenschappen op het proefschrift Beschouwingen over het Ontwerp tot wijziging en aanvulling van de bepalingen van het Burgerlijk Wetboek omtrent de erfopvolging. Daarna was hij particulier secretaris van A.W.F. Idenburg; voormalig Gouverneur-generaal van Nederlands-Indië en ARP-politicus. Vanaf 1921 was hij verbonden aan de Dr. A. Kuyper Stichting (het wetenschappelijk bureau van de ARP) waar hij het bracht tot secretaris en vanaf 1931 als directeur. In 1939 kwam hij in de Provinciale Staten van Zuid-Holland. Noteboom werd in oktober 1940 opgepakt en belandde als Indisch gijzelaar in het concentratiekamp Buchenwald. Vanaf eind 1941 was hij als gijzelaar geïnterneerd in Noord-Brabant en kort na Dolle Dinsdag (5 september 1944) kwam hij vrij. Vervolgens was hij enige tijd militair commissaris van Noord-Oost-Zuid-Brabant. Daarna volgde hij Hendrik van Boeijen op als voorzitter van het Centraal Orgaan voor de Zuivering van het Overheidspersoneel (COZO). Van 1946 tot zijn pensionering in 1958 was Noteboom de burgemeester van Voorburg. Daarnaast was hij hoogheemraad van Delfland. Begin jaren 60 is hij nog waarnemend burgemeester van Culemborg en Goes geweest. Noteboom overleed in 1974 op 80-jarige leeftijd.